# Lodovico Lombardo
Lodovico Lombardo, parfois appelé Ludovico Lombardo ou Lombardi (né à Ferrare vers 1507/1509 et mort à Rome en 1575), est un sculpteur italien, connu principalement pour ses bustes représentant des personnages célèbres de l'Antiquité. On sait peu de chose de sa vie et de sa carrière.

## Œuvres

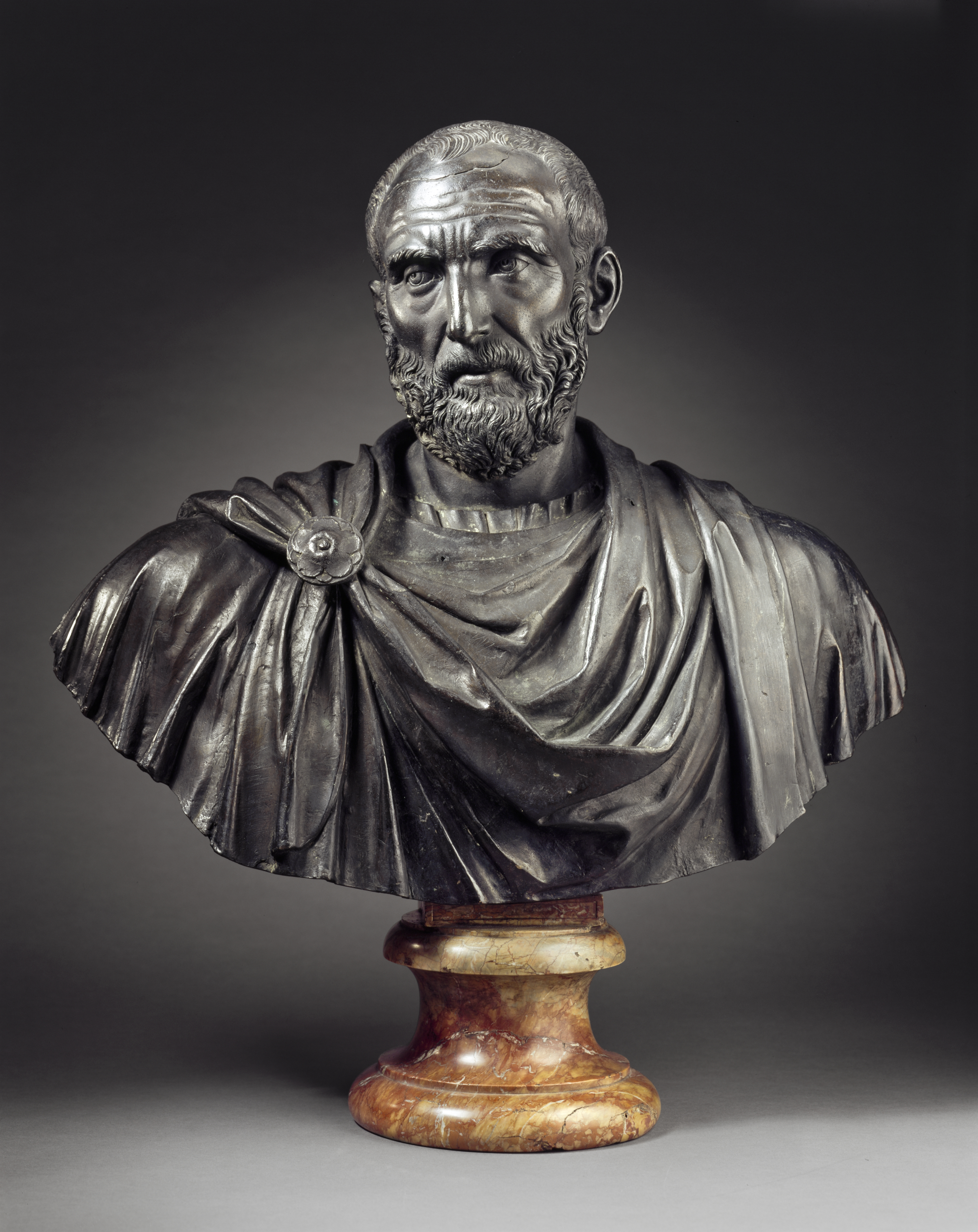
Brutus, v. 1550, Musée d'Art du comté de Los Angeles.
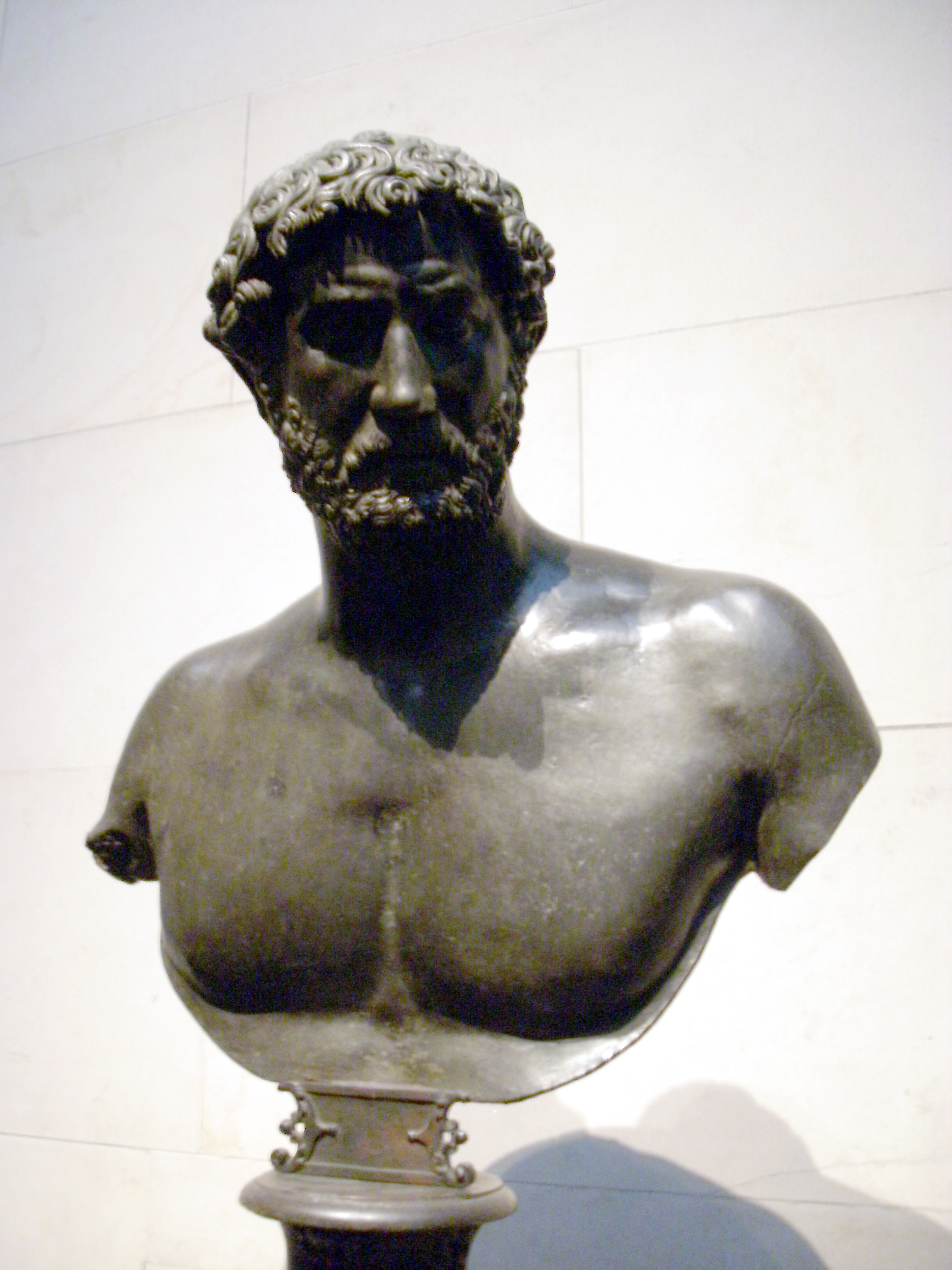
Hadrien, v. 1550, à la National Gallery of Art.
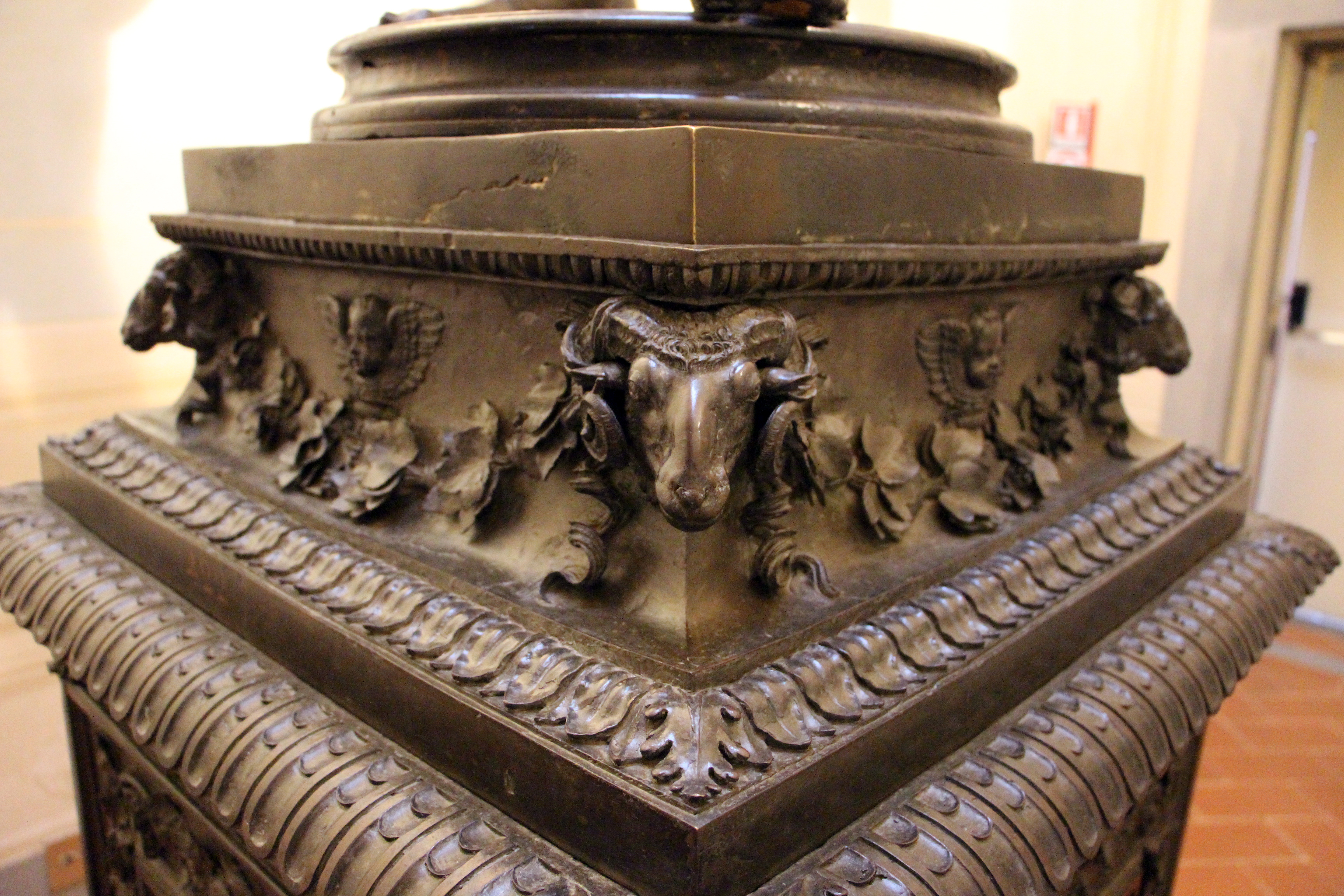
Base de Idolino de Pesaro, Musée archéologique national , Florence.
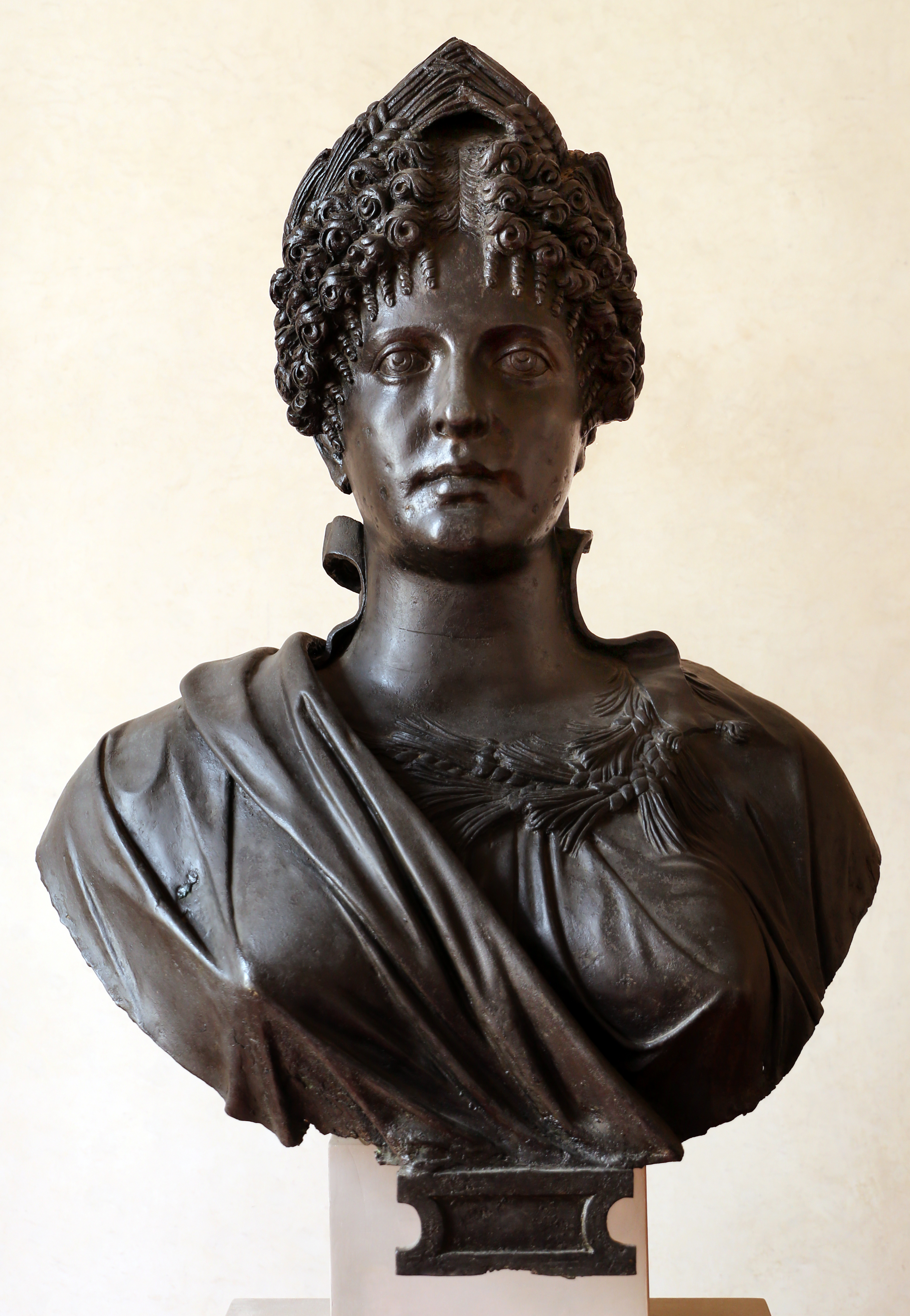
Vibia Sabina, Palazzo Grimani di Santa Maria Formosa, Venise.